# Vũ Hoàng Điệp
Vũ Hoàng Điệp (Hanói, 22 de novembro de 1987) é uma modelo vietnamita. 

## Concursos e premiações
Foi vice-campeã no Miss Mar 2007 e foi a vencedora do prêmio de Beleza Mais Popular no Miss Vietnã 2008.
Ela foi a primeira vietnamita a ganhar um concurso de beleza internacional, o Miss Beleza Internacional 2009, em Chengdu, China, vencido em 1 de agosto de 2009.Além de ganhar o prêmio principal teve outros destaques, tais como: vencer o Miss Talent e ser a vice-campeã de biquíni.